# Nationalversammlung (Seychellen)
Die Nationalversammlung ist das Parlament im Einkammersystem der Seychellen.
In die Nationalversammlung werden 35 Abgeordnete für jeweils fünf Jahre gewählt. 25 dieser Abgeordneten werden direkt gewählt. Die anderen neun Sitze werden proportional zu allen Stimmen an die Parteien verteilt, die mindestens zehn Prozent der Stimmen erhalten haben. Die Nationalversammlung befindet sich in der Hauptstadt Victoria.

## Wahlen
Die letzten Wahlen fanden vom 22. bis 24. Oktober 2020 statt.